# Единоверческое кладбище (Верх-Нейвинский)
Единове́рческое кла́дбище — уничтоженное кладбище в уральском посёлке Верх-Нейвинском. Появилось как место старообрядческих захоронений и превратилось в крупное кладбище с открытием единоверческой церкви Воскресения Христова в XIX веке. В XX веке было разграблено и уничтожено. Располагалось вокруг Воскресенской церкви, на склоне Сухой горы. В настоящее время на месте бывшего кладбища находится пустырь.
Кладбище было украшено памятниками из белого мрамора. Особенно среди памятников выделялся склеп Веры Полузадовой.

## История
В 1839 году в поселении Верх-Нейвинского завода был открыт единоверческий приход. В посёлке проживало много старообрядцев, которые совершали погребения усопших возле церкви.
Историк и исследователь старообрядческой культуры Кирилл Кожурин писал:

«Вплоть до начала XX века кладбища вообще играли огромную роль в жизни старообрядческих общин. Это было связано с тем, что до 1883 года старообрядцам было запрещено строить церкви, <...> а прямого запрета на устройство кладбищ не существовало».
Постепенно на юго-западном склоне Сухой горы выросло большое кладбище, где хоронили верх-нейвинских староверов, а позднее и единоверцев — богатых купцов, крестьян, заводских рабочих и мастеровых, а также членов их семей. У людей с высоким материальным достатком на могилах были установлены пышные мраморные стелы и плиты. На могилах простых людей ставили обычные деревянные кресты с голубцами. В восточной части кладбища, за алтарём Воскресенской церкви, хоронили самых известных и именитых верхнейвинцев, а также священнослужителей и их родственников. Приходское кладбище украшали резные надгробия из белого мрамора и ажурные кресты из чугунного литья, плиты и оградки.  Благодаря усилиям прихожан в южной и восточной частях погоста были высажены хвойные деревья: сосны, ели и даже кедры. Со временем на приходском кладбище вырос красивый зелёный бор. Территория погоста была отделена невысокой деревянной оградой. Въезд на кладбище осуществлялся через проулок по Рудянской улице (ныне улица Баскова). На въезде были поставлены большие и высокие ворота.
За алтарём Воскресенской церкви на высоком каменном основании стояла украшенная вензелями большая кружка-копилка из листовой меди и бронзы. Она предназначалась для сбора пожертвований для содержания единоверческого кладбища. На витых медных столбах над кружкой-копилкой было установлено навершие для защиты от влаги.
После установления в Верх-Нейвинске советской власти кладбище постепенно перестало быть единоверческим — здесь стали хоронить всех. Долгое время погост сохранял свой необычный вид: каменные родовые надгробия, чугунные плиты и кресты. Свой облик сохранял и участок для захоронения старообрядцев-беспоповцев, располагавшийся в южной части кладбища.
После освящения в 1882 году новой единоверческой Свято-Николаевской церкви Воскресенский храм стал приписным. В храме стали совершать отпевание усопших и другие заупокойные богослужения, а также поминальные литургии и панихиды. Особенно посещаема Воскресенкая церковь была в день Радоницы.
Верхнейвинцы посещали кладбище после завершения Божественной литургии. Те прихожане, кому позволял достаток, приглашали священника и певчих для исполнения у могил усопших близких пасхальных «стихер» и каждения.

### Описание современниками
В 1875 году Урал посетил известный русский писатель и журналист Василий Иванович Немирович-Данченко. Он побывал и в Верх-Нейвинске. Свои впечатления о заводском поселении писатель описал в очерке «Кама и Урал», упомянув и про единоверческий погост:

«Оставить Верх-Нейвинск, не полюбовавшись его дивными видами с Сухой горы, на которой поставлена башня, нельзя… Внизу, прямо под ногами, разбегаются во все стороны белые улицы Верх-Нейвинска, прямо подо мною две церкви, круглое башенное строение, где помещается управление завода, и другие дома. Кажется, на этот золотящийся крест храма можно спрыгнуть. Крыша его — вот тут. Видны голуби, засевшие на ней... Назад нам пришлось идти через старообрядческое кладбище, мимо большой и красивой церкви. Много массивных, мраморных памятников очень изящного рисунка... В Италии заказывали монументы. <...> между памятниками торчали длинные чугунные столбики с фонариками. «Уж не для освещения ли кладбища?» подумал я. Оказалось, что это те же памятники; в фонариках, за дверцею, медные складни, перед ними теплятся лампадки. На одной могиле четыре таких фонарика. Обилие металла сказывается во всем. Доски на могилах чугунные; говорят, прежде здесь и гроба приготовлялись железные. Кое-где кресты, выкрашенные в ярко-красную краску. Особенно изящен оказался памятник над священником Иосифом, неизвестно как попавшим сюда».
В семье Макуриных из соседнего города Новоуральска хранится старинный большой лист бумаги, на котором описывается местность, в том числе и приходское единоверческое кладбище. Вероятно, этот лист является фрагментом дореволюционной церковной летописи единоверческого прихода. Неизвестный летописец сообщает следующее:

«Не лишним считаем упомянуть о характере местности под кладбищем, принадлежащим Верх-Нейвинской Николаевской единоверческой церкви. Местность под кладбищем представляет из себя довольно высокую и крутую возвышенность и войдя в ограду на середину кладбища, т. е. к церкви, откуда на юг, запад и северо-запад открывается красивый вид: селение, церкви православная и единоверческая, заводские (здания) и общественные здания, фабрики, оба пруда и Нейво-Рудянка в 7 верстах, Пермская железная дорога, окружающая Верх-Нейвинск и целая цепь ближайших и отдаленных подернутых словно дымкою, высоких гор, окаймляющих обширную долину реки Нейвы — невольно останавливают на себе внимание. Сколько я бывал на городских кладбищах, сплошь загроможденных богатыми памятниками и положительно засыпанными венками и гирляндами из живых цветов, но ни на одном из них я не испытывал такого чувства — чувства благоговения пред величием Божиим и чувства собственного ничтожества! Как было бы хорошо, если бы я мог ежедневно посещать это чудное место, смотреть и любоваться на эти горы и долины, заросшие темным хвойным лесом. Вид этого живописного кладбища напоминал бы мне о кратковременной жизни и всегда бы восстановлял во мне память смертную».

### Часовня-склеп Веры Полузадовой
Среди великолепных каменных сооружений особенно выделалась часовня, которая одновременно являлась склепом. Часовня-склеп была воздвигнута местным золотопромышленником Василием Михайловичем Полузадовым в память о своей дочери Вере, умершей ещё ребёнком в 1904 году. По воспоминаниям старожилов, склеп находился на небольшом расстоянии от Воскресенской церкви, с северо-восточной стороны, под сенью увесистых сосновых лап. Во внутреннем пространстве усыпальницы по центру размещался саркофаг из мрамора. Саркофаг был украшен цветочным орнаментом и священными текстами эпитафий. Внутри саркофага находился резной гроб, выполненный из дерева и накрытый толстым стеклом. На восточной стороне склепа был устроен иконостас с иконами. Перед ними висели лампады. Поэтому верхнейвинцы и называли склеп Веры часовней. В дни памяти покойной дочери Полузадовы приходили на кладбище, отворяли большие железные двери склепа и возжигали перед святыми образами лампады. Саркофаг украшали цветами и венками. Для служения заказной панихиды Полузадовы приглашали священника. Изящество линий фасадов, рельефные кресты и молитвенные тексты привлекали прихожан, которые приходили на могилы близким, останавливаясь у склепа и произнося поминальную молитву.
Усыпальница была увенчана изящной мраморной скульптурой ангела с трубой. У полножия скульптуры с обеих сторон были установлены каменные вазоны. При разорении единоверческого погоста памятник был снесён и разбит. После Октябрьской революции был вскрыт, осквернён и разграблен склеп. Неизвестные похитили из склепа все ценные украшения.
После разграбления единоверческого кладбища брошеный саркофаг из усыпальницы Веры ещё долгое время лежал среди бурьяна. В 1950-х годах вандалы утащили тяжёлый саркофаг в сады. Свидетелями этому происшествию стали члены семьи Мельниковых. Они спросили похитителей саркофага: «Зачем он вам нужен?». Те ответили: «Чтобы использовать вместо ванной в бане».

### Уничтожение кладбища в советское время
10 апреля 1931 года на заседании исполкома Верх-Нейвинского поссовета докладчик Фёдор Крутихин предложил коллективу педагогов поселковых школ провести с обучающимися работу по сбору металлолома по домам жителей.  Также им было предложено собрать чугунные плиты с единоверческого кладбища, но только с заброшенных могил. Однако в то время многие могилы выглядели неухоженными и заброшенными. Крутихин не ограничился идеей собрать плиты и предложил снести все храмовые ограды и изгороди для их передачи на нужды «Уралметаллторга». Крутихин положил начало осквернению и разорению бывшего единоверческого погоста.
После закрытия Воскресенского храма в 1941 году решением Исполкома опустевшее здание было передано в распоряжение Верх-Нейвинскому заводу. Заводом «Б» в бывшем храме было организовано общежитие для рабочих, а затем склад для хранения магния. После окончания Великой Отечественной войны в летний период в здании церкви размещался пионерлагерь.
Жительница Новоуральска Нелли Герасимовна Маслобоева, урождённая Гришина, вспоминала:

«Внутри, вдоль стен церкви, стояли высокие сколоченные из досок в несколько ярусов нары, где мы, дети, отдыхали. А в центре был установлен большой деревянный, некрашеный стол, за которым мы принимали пищу. Вся детвора бегала и играла на старом кладбище около церкви. Прячась за большими памятниками, мы играли в прятки. На больших плитах с могил рисовали куском белой меловой штукатурки, тут же подобранным около церкви. Вроде бы и детьми были, но ничего не боялись. Так играли и дурачились, ни о чём, не думая, что рядом кладбище. Нас это не пугало. Страшилок всяких мы в те годы не знали».
Со временем здание Воскресенского храма начало разрушаться, а бывший приходской погост был разграблен. Мраморные памятники разбивали на куски и увозили на место строительства будущего города Ново-Уральска (Свердловска-44). Очевидцы рассказали, что памятники «выпили» первостроители города. Мраморный порошок со старинных надгробий использовался для приготовления газированной воды. Сосновый бор на кладбище начали уничтожать ещё в годы войны, а позже спилили оставшиеся ели и сосны. В 1958 году по поручению председателя Верх-Нейвинского Исполкома Поликарпа Евстигнеевича Калиничева на бывшем погосте был построен барак для учителей, которые приезжали на работу в школы Верх-Нейвинска и Свердловска-44. Позднее молодые учительницы разъехались по съёмным квартирам.
В 1980-х годах Верх-Нейвинский поссовет принял решение разместить в полуразрушенном здании церкви спортивный клуб, а на заброшенном кладбище обустроить футбольное поле. Финансовым отделом уже была подсчитана смета для дальнейшего финансирования работ по обустройству спортивного объекта. Для этого были привлечены рабочие архитектурного отдела Свердловска-44.
21 июля 1989 года по заброшенному погосту проехал бульдозер. В тот день верхнейвинцы стали очевидцами жуткого зрелища, увидев, как на поверхности земли показались гробы и человеческие останки.

### Памятный крест похороненным на кладбище
В 1990 году началось возрождение храма Воскресения Христова. Осквернение старинного единоверческого кладбища было остановлено. После восстановления церкви в её ограде с южной стороны был установлен чугунный поклонный крест в память о похороненных здесь верхнейвинцах.
Спроектировал сооружение новоуральский художник Владимир Витальевич Дубровин. Металлический крест изготовили рабочие чугуно-сталелитейного цеха верх-нейвинского завода «Производство сплавов цветных металлов». Над созданием моделей с текстами и композициями из цветов трудился церковный плотник Сергей Александрович Титовский. Финансовую поддержку в установке памятного знака оказали директор завода Дмитрий Леонидович Тропников и предприниматели из Новоуральска.
27 августа 2005 года памятный крест был торжественно освящён архиепископом Екатеринбургским и Верхотурским Викентием (Морарём).
Надпись у подножия креста гласит:
«Сей Крест установлен в лето 2002 по благословению Архиепископа Екатеринбургского и Верхотурского Викентия на пожертвования Серовикова Сергея Васильевича и Нешева Николая Григорьевича в память всех христиан, захороненных на Верх-Нейвинском погосте, который был разорен и осквернен в страшное лихолетье».

### Похороненные на кладбище
В разное время на единоверческом кладбище Верх-Нейвинска были похоронены:
- Иван Евтихиевич Полузадов (1783—1841) — заводской приказник, предок семьи Полузадовых;
- Александр Сильвестрович Янов (1828—1908) — волостной старшина Верх-Нейвинской волости и управляющий Верх-Нейвинским заводом;
- Поликарп Вавилович Мягков (1860—1907) — бывший служитель старообрядческой часовни, псаломщик единоверческого прихода;
- Феоктист Васильевич Кропотухин (1857—1905) — церковный староста и предпририматель;
- Семён Иванович Четков (ум. в 1925) — последний председатель Верх-Нейвинского волостного правления, владелец мельницы;
- Максим Ефремович Скороходов (1852—1930) — бывший купец, владелец кирпичного завода;
- Александр Андреевич Наумов (1865—1935) — статский советник, кавалер ордена Святой Анны III степени, писатель и краевед из Камышлова;
- Андрей Карпович Авдеев (1871—1941) — протоиерей, настоятель единоверческих Свято-Николаевской и Воскресенской церквей, кавалер ордена Святой Анны III степени;
- Павел Егорович Яргин (1864—1944)  — управляющий Режевским заводом, горный инженер, статский советник, бывший староста режевских храмов, а позднее революционер (см. также статью «Дом Яргина»).

### Памятник Феоктисту Кропотухину
Во время реконструкции Воскресенской церкви под завалами были обнаружены остатки старинного надгробия. По просьбе настоятеля храма отца Михаила (Кидяшова) в июле 2013 года казаки перенесли остатки надгробия в ограду церкви. Собрав четыре крупных каменных фрагмента в ограде, казаки восстановили памятник из серого мелкозернистого мрамора. На фасаде надгробия сохранилась высеченная эпитафия: «Здѣсь погребено тѣло  / раба Божiя / Феоктиста Васильевича / Кропотухина».
Феокист Кропотухин родился в Верх-Нейвинске в 1857 году. Его отец — Василий Александрович Кропотухин — был горнозаводским крестьянином и работал на Верх-Нейвинском железоделательном заводе надзирателем листоотделочного цеха. Феоктист Васильевич, его жена Евгения Васильевна и их дети были позднее причислены к екатеринбургским мещанам. Это позволило стать Феоктисту предпринимателем-торговцем. В ноябре 1864 года Феокист Васильевич вместе с сыновьями Исааком и Михаилом, будучи старообрядцами часовенного согласия, были причислены к Православной Церкви на правах единоверия. На рубеже XIX и XX веков Феоктист Васильевич был избран на должность старосты Николаевского храма, а в сентябре 1903 года верхнейвинец был утверждён в должности Екатеринбургской Духовной Констисторией. В 1905 году Феоктист Васильевич скончался.